# Фрейзер, Брендан
Бре́ндан Джеймс Фре́йзер (англ. Brendan James Fraser; род. 3 декабря 1968, Индианаполис, Индиана) — американский и канадский актёр театра, кино и телевидения, продюсер. Лауреат премий «Оскар», «Выбор критиков» и Премии Гильдии киноактёров США (2023). Номинант на премии «Золотой глобус» (2023) и BAFTA (2023). Наиболее известен по роли Рика О’Коннелла в трилогии фильмов «Мумия», а также по фильмам «Взрыв из прошлого», «Джордж из джунглей», «Ослеплённый желаниями», «Столкновение» и «Кит».

## Ранние годы
Родился 3 декабря 1968 года в Индианаполисе, Индиана в семье канадцев. Его мать, Кэрол Мэри (урождённая Женеро), была советником по продажам, а его отец, Питер, бывший журналист, который работал на дипломатической службе министерства туризма в Канаде. Его дядя по материнской линии, Джордж Женеро, был единственным канадцем, выигравшим золотую медаль на Летних Олимпийских играх 1952. У Брендана три старших брата: Кевин, Шон и Реган. Среди его предков числятся ирландцы, шотландцы, чехи, немцы, франкоканадцы.
Будучи ребёнком, Брендан вместе с семьёй много путешествовал. Долгое время жил в Нидерландах, Швейцарии, Италии, Лондоне и различных городах США.
Фрейзер посещал частную школу-интернат для мальчиков, «Колледж Аппер Канада» в Торонто. Находясь на отдыхе в Лондоне, в возрасте 12 лет, Фрейзер впервые поучаствовал в профессиональной постановке в Вест-Энде. Позднее, в 2001 году, он вновь возьмётся за театральную роль в хите лондонского Вест-Энда '«Кошка на раскалённой крыше»' Теннесси Уильямса.
Брендан Фрейзер изучал актёрскую профессию в Торонто и Сиэтле. В 1990 году, в Сиэтле окончил Корнишский колледж искусств. Сниматься Брендан начал в маленьком актёрском колледже в Нью-Йорке. Первоначально он планировал окончить школу в Техасе, но остановился в Голливуде на своём пути на юг и решил остаться в Лос-Анджелесе, чтобы участвовать в кинопроектах.

## Актёрская карьера
В 1988 году Фрейзер впервые появился на экране в телесериале «America’s Most Wanted» в роли друга жертвы убийства Родни Марка Питерсона. Вначале ему достаются роли в непритязательных комедиях, как, например, «Пустые головы». Первую известность Фрейзер получил благодаря заглавной роли в пародии на Тарзана — «Джордж из джунглей», и роль Ричарда О’Коннелла в приключенческом фильме «Мумия». Снявшись в 1997 году вместе с Иэном Маккелленом в биографическом фильме «Боги и монстры» (слоган: «Вам не удастся это скрыть») о жизни режиссёра триллеров Джеймса Уэйла, Фрейзер доказал, что он отлично справляется с драматическими ролями. Затем он снялся в нескольких фильмах, которые не были столь успешными, такие как «Дадли Справедливый», «Взрыв из прошлого», «Ослеплённый желаниями» и «Обезьянья кость».

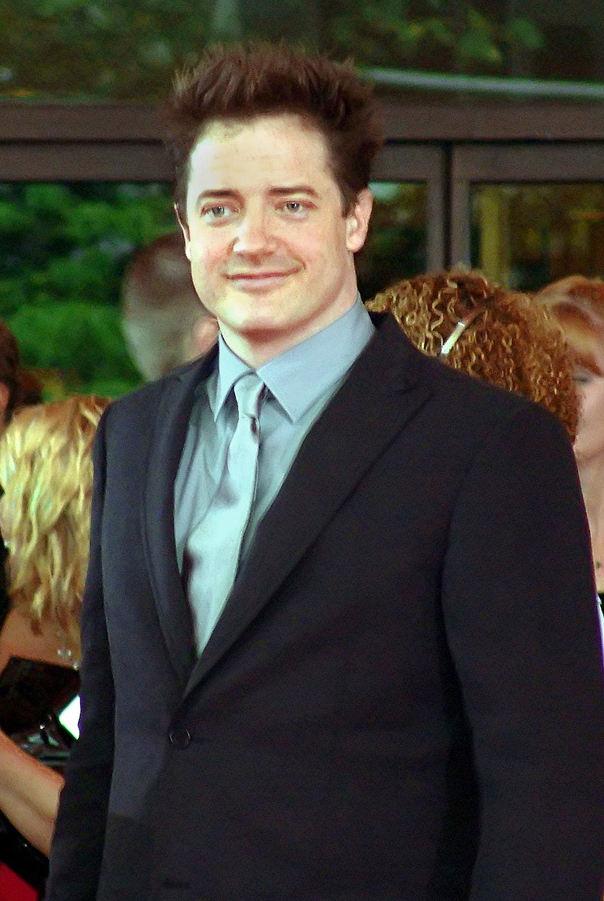
Фрейзер в Торонто, 2006 год

В 2002 году Фрейзер сыграл вторую главную роль в новой экранизации романа Грэма Грина «Тихий американец» с участием Майкла Кейна и в последующем обратился в творчестве к серьёзным ролям.
Снимался в качестве приглашённого актёра в таких сериалах, как «Клиника» и озвучивал персонажей в мультсериалах «Царь горы» и «Симпсоны».
В марте 2006 года он был включён в канадскую Аллею славы, став первым актёром американского происхождения, удостоенным этой чести. Однако по состоянию на 2019 год у Фрейзера до сих пор нет звезды на голливудской «Аллее славы». После шестилетнего перерыва во франшизе Фрейзер вернулся ко второму сиквелу, выпущенному в августе 2008 года «Мумия: Гробница императора драконов». Съёмки фильма начались в Монреале 27 июля 2007 года. В том же году он снялся в фильме «Путешествие к центру Земли» и фантастическом фильме Чернильное сердце.
В 2010 году Фрейзер снялся в фильме «Полный абзац» режиссёра Терри Джорджа. В 2013 году он сыграл в фильме «Хроники ломбарда». В 2016 году Фрейзер заменил Рэя Лиотту в болливудском триллере «Линия родства». Позже он присоединился к актёрскому составу сериала «Любовники», в котором он сыграл несчастного тюремного охранника Гюнтера. Он также сыграл Джеймса Флетчера Чейса в сериале «Траст», премьера которого состоялась 25 марта 2018 года, и Клиффорда Стила в телесериале «Титаны». Он снова исполнил эту роль в спин-оффе сериала «Роковой патруль».
В январе 2021 года стало известно, что Фрейзер получил главную роль в фильме Даррена Аронофски «Кит» — 270-килограммового замкнутого профессора литературы по имени Чарли, который преподает онлайн-курсы в колледже и боится показать свою внешность студентам. Во время съёмок на Фрейзера надевали тяжёлый костюм, в котором актёру было тяжело пошевелиться, поэтому в основном он играл взглядом и голосом. Премьера фильма состоялась на 79-м Венецианском кинофестивале в сентябре 2022 года, а выступление Фрейзера получило шестиминутные овации от зрителей. За роль в фильме Фрейзер, в частности, получил премию «Оскар» в категории «Лучшая мужская роль», а также номинацию на премию «Золотой глобус» в категории «Лучшая мужская роль — драма». Он стал первым канадцем, выигравшим «Оскар» в главной актёрской мужской категории.

## Личная жизнь

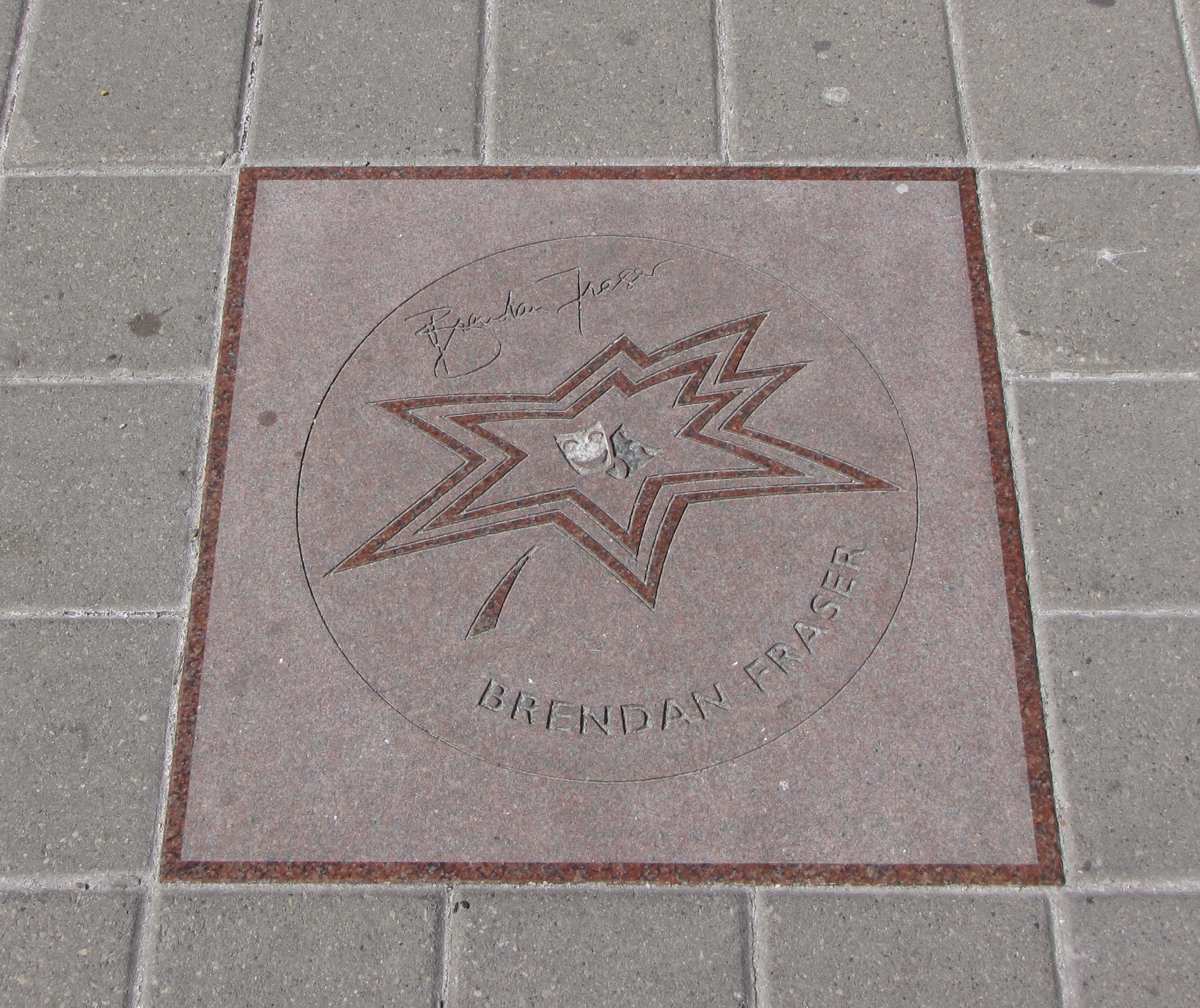
Звезда Брендана Фрейзера на Аллее славы в Канаде

В сентябре 1998 года Фрейзер женился на своей давней спутнице — актрисе Эфтон Смит (англ. Afton Smith). У них трое сыновей: Гриффин Артур (род. 2002), Холден Флетчер (род. 2004) и Лиланд (род. 2006). Супруга Фрейзера старше его ровно на год. В декабре 2007 года супруги заявили о разводе.
У Брендана Фрейзера двойное гражданство — США и Канады, он бегло говорит по-французски. Фрейзер увлекается фотографией.
В 2018 году Фрейзер утверждал, что подвергся сексуальному насилию со стороны Филипа Берка, президента Голливудской ассоциации иностранной прессы, на обеде летом 2003 года, когда Берк схватил его за ягодицу и коснулся промежности. Этот инцидент, развод с супругой и смерть матери привели к возникновению у Фрейзера депрессии, которая в сочетании с проблемами со здоровьем и негативной реакцией публики после обвинения Берка, по его мнению, привела к неудаче в карьере.

## Фильмография

### Кино
| Год  | Название на русском                 | Название на английском                | Роль                                           | Примечания                      |
| ---- | ----------------------------------- | ------------------------------------- | ---------------------------------------------- | ------------------------------- |
| 1991 | Дурацкое пари                       | Dogfight                              | второй моряк                                   |                                 |
| 1992 | Замороженный калифорниец            | Encino Man                            | Линк                                           |                                 |
| 1992 | Школьные узы                        | School Ties                           | Дэвид Грин                                     |                                 |
| 1993 | Двадцать долларов                   | Twenty Bucks                          | Сэм Мастерски                                  |                                 |
| 1993 | Янгер и Янгер                       | Younger and Younger                   | Уинстон Янгер                                  |                                 |
| 1993 | Зятёк                               | Son in Law                            | Линк                                           | Камео                           |
| 1994 | С почестями                         | With Honors                           | Монти Кесслер                                  |                                 |
| 1994 | Пустоголовые                        | Airheads                              | Честер Дарби                                   |                                 |
| 1994 | Армейские приключения               | In the Army Now                       | Линк                                           | Камео                           |
| 1994 | Скаут                               | The Scout                             | Стив Небраска                                  |                                 |
| 1995 | Тёмный полдень                      | The Passion of Darkly Noon            | Даркли Нун                                     |                                 |
| 1995 | Время от времени                    | Now and Then                          | ветеран Вьетнама                               | Камео; в титрах не указан       |
| 1996 | Таблетка радости                    | Brain Candy                           | пациент                                        | Камео; в титрах не указан       |
| 1996 | Миссис Уинтерборн                   | Mrs. Winterbourne                     | Билл/Хью Уинтернборн                           |                                 |
| 1996 | Блеск славы                         | Glory Daze                            | Даг                                            | Камео                           |
| 1996 | Сумерки семьи Голд                  | The Twilight of the Golds             | Дэвид Голд                                     |                                 |
| 1997 | Джордж из джунглей                  | George of the Jungle                  | Джордж                                         |                                 |
| 1998 | Ещё дышу                            | Still Breathing                       | Флетчер Макбраккен                             |                                 |
| 1998 | Боги и монстры                      | Gods and Monsters                     | Клэйтон Бун                                    |                                 |
| 1999 | Взрыв из прошлого                   | Blast from the Past                   | Адам Уэббер                                    |                                 |
| 1999 | Мумия                               | The Mummy                             | Рик О’Коннелл                                  |                                 |
| 1999 | Дадли Справедливый                  | Dudley Do-Right                       | Дадли                                          |                                 |
| 2000 | Ослеплённый желаниями               | Bedazzled                             | Эллиот Ричардс                                 |                                 |
| 2000 | Синбад: Завеса туманов              | Sinbad: Beyond the Veil of Mists      | Sinbad (голос)                                 |                                 |
| 2001 | Обезьянья кость                     | Monkeybone                            | Стю Майли                                      |                                 |
| 2001 | Мумия возвращается                  | The Mummy Returns                     | Рик О’Коннелл                                  |                                 |
| 2002 | Тихий американец                    | The Quiet American                    | Олден Пайл                                     |                                 |
| 2003 | Дикки Робертс: Звёздный ребёнок     | Dickie Roberts: Former Child Star     | в роли самого себя                             | Камео; в титрах не указан       |
| 2003 | Луни Тюнз: Снова в деле             | Looney Tunes: Back in Action          | Ди Джей Дрейк, в роли самого себя; Таз (голос) |                                 |
| 2004 | Столкновение                        | Crash                                 | Рик Кэбот                                      |                                 |
| 2006 | Путешествие к краю ночи             | Journey to the End of the Night       | Пол                                            |                                 |
| 2006 | В последний раз                     | The Last Time                         | Джейми Басхант                                 | Также исполнительный продюсер   |
| 2007 | Воздух, которым я дышу              | The Air I Breathe                     | Наслаждение                                    |                                 |
| 2008 | Путешествие к центру Земли          | Journey to the Center of the Earth    | профессор Тревор Андерсон                      | Также исполнительный продюсер   |
| 2008 | Мумия: Гробница императора драконов | The Mummy: Tomb of the Dragon Emperor | Рик О’Коннелл                                  |                                 |
| 2009 | Чернильное сердце                   | Inkheart                              | Мортимер Фолчарт                               |                                 |
| 2009 | Бросок кобры                        | G.I. Joe: The Rise of Cobra           | сержант Стоун                                  | Камео; в титрах не указан       |
| 2010 | Крайние меры                        | Extraordinary Measures                | Джон Кроули                                    |                                 |
| 2010 | Месть пушистых                      | Furry Vengeance                       | Дэн Сандерс                                    | Также исполнительный продюсер   |
| 2012 | Полный абзац                        | Whole Lotta Sole                      | Джо Магуайр                                    | Также исполнительный продюсер   |
| 2013 | Побег с планеты Земля               | Escape from Planet Earth              | Скорч Супернова (голос)                        |                                 |
| 2013 | Дело в тебе                         | A Case of You                         | Тони                                           |                                 |
| 2013 | Опрометчивый                        | Hair Brained                          | Лео Сирли                                      |                                 |
| 2013 | Хроники ломбарда                    | Pawn Shop Chronicles                  | Рикки Бальдоски                                |                                 |
| 2013 | Свидетели должны замолчать          | Breakout                              | Джек Дамсон                                    | Direct-to-video; также продюсер |
| 2013 | Подари мне убежище                  | Gimme Shelter                         | Том Фитцпатрик                                 |                                 |
| 2014 | Реальная белка                      | The Nut Job                           | Грейсон (голос)                                |                                 |
| 2019 | Ядовитая роза                       | The Poison Rose                       | доктор Майлс Митчелл                           |                                 |
| 2019 | Линия родства                       | Line of Descent                       | Чарли 'Чару' Джолпин                           |                                 |
| 2021 | Без резких движений                 | No Sudden Move                        | Даг Джонс                                      |                                 |
| 2022 | Кит                                 | The Whale                             | Чарли                                          |                                 |
| 2022 | Бэтгёрл                             | Batgirl                               | Светлячок                                      | отменён                         |
| 2023 | Убийцы цветочной луны               | Killers of the Flower Moon            | адвокат Хэмилтон                               |                                 |
| 2024 | Братья                              | Brothers                              | Джимми Фарфул                                  |                                 |
| 2025 | Давление                            | Pressure                              | Дуайт Эйзенхауэр                               |                                 |
| TBA  | За кулисами ночи                    | Behind the Curtain of Night           | Ронэй                                          | постпроизводство                |
| TBA  | Жертвоприношение                    | Sacrifice                             |                                                |                                 |

### Телевидение
| Год        | Название на русском                    | Название на английском            | Роль                                                | Примечания                     |
| ---------- | -------------------------------------- | --------------------------------- | --------------------------------------------------- | ------------------------------ |
| 1991       | Моя старая школа                       | My Old School                     | Чеви                                                | Короткометражка                |
| 1991       | Дитя тьмы, дитя света                  | Child of Darkness, Child of Light | друг Джона                                          | Телефильм                      |
| 1991       | Виновен, пока невиновность не доказана | Guilty Until Proven Innocent      | Бобби Маклафлин                                     | Телефильм                      |
| 1995       | Падшие ангелы                          | Fallen Angels                     | Джонни Лэмб                                         | Эпизод: «The Professional Man» |
| 1997       | Дакмен                                 | Duckman                           | Саммонс Кагл (голос)                                | Эпизод: «Dammit, Hollywood»    |
| 1998       | Симпсоны                               | The Simpsons                      | Брэд (голос)                                        | Эпизод: «King of the Hill»     |
| 2000, 2005 | Царь горы                              | King of the Hill                  | Дэвид Калаики-Али/Ирв Беннет/ Джимми Бирдон (голос) | 2 эпизода                      |
| 2002, 2004 | Клиника                                | Scrubs                            | Бен Салливан                                        | 3 эпизода                      |
| 2009       |                                        | Wishology                         | Турбо (голос)                                       | Телефильм                      |
| 2015       | Восстание Техаса                       | Texas Rising                      | Билли Андерсон                                      | 5 эпизодов                     |
| 2016-2017  | Любовники                              | The Affair                        | Джон Гюнтер                                         | 6 эпизодов                     |
| 2017       | На ночь глядя                          | Nightcap                          | в роли самого себя                                  | Эпизод: «Poop Show»            |
| 2018       | Траст                                  | Trust                             | Джеймс Флетчер Чейс                                 | 10 эпизодов                    |
| 2018       | Титаны                                 | Titans                            | Клиффорд Стил/Робомэн                               | Эпизод: «Doom Patrol»          |
| 2018       | Кондор                                 | Condor                            | Натан Фоулер                                        | [ 29 ]                         |
| 2019-2023  | Роковой патруль                        | Doom Patrol                       | Клиффорд Стил/Робомен                               |                                |
| 2020-2022  | Профессионалы                          | Professionals                     | Питер Свон                                          |                                |

## Награды и номинации
| Награда                        | Год  | Категория                   | Фильм/Телесериал/Постановка | Результат |
| ------------------------------ | ---- | --------------------------- | --------------------------- | --------- |
| Оскар                          | 2023 | Лучшая мужская роль         | Кит                         | Победа    |
| BAFTA                          | 2023 | Лучшая мужская роль         | Кит                         | Номинация |
| Золотой глобус                 | 2023 | Лучшая мужская роль (драма) | Кит                         | Номинация |
| Премия Гильдии киноактёров США | 2006 | Лучший актёрский состав     | Столкновение                | Победа    |
| Премия Гильдии киноактёров США | 2023 | Лучшая мужская роль         | Кит                         | Победа    |
| Выбор критиков                 | 2023 | Лучшая мужская роль         | Кит                         | Победа    |
| Сатурн                         | 2000 | Лучший актёр                | Мумия                       | Номинация |